# Momtschil

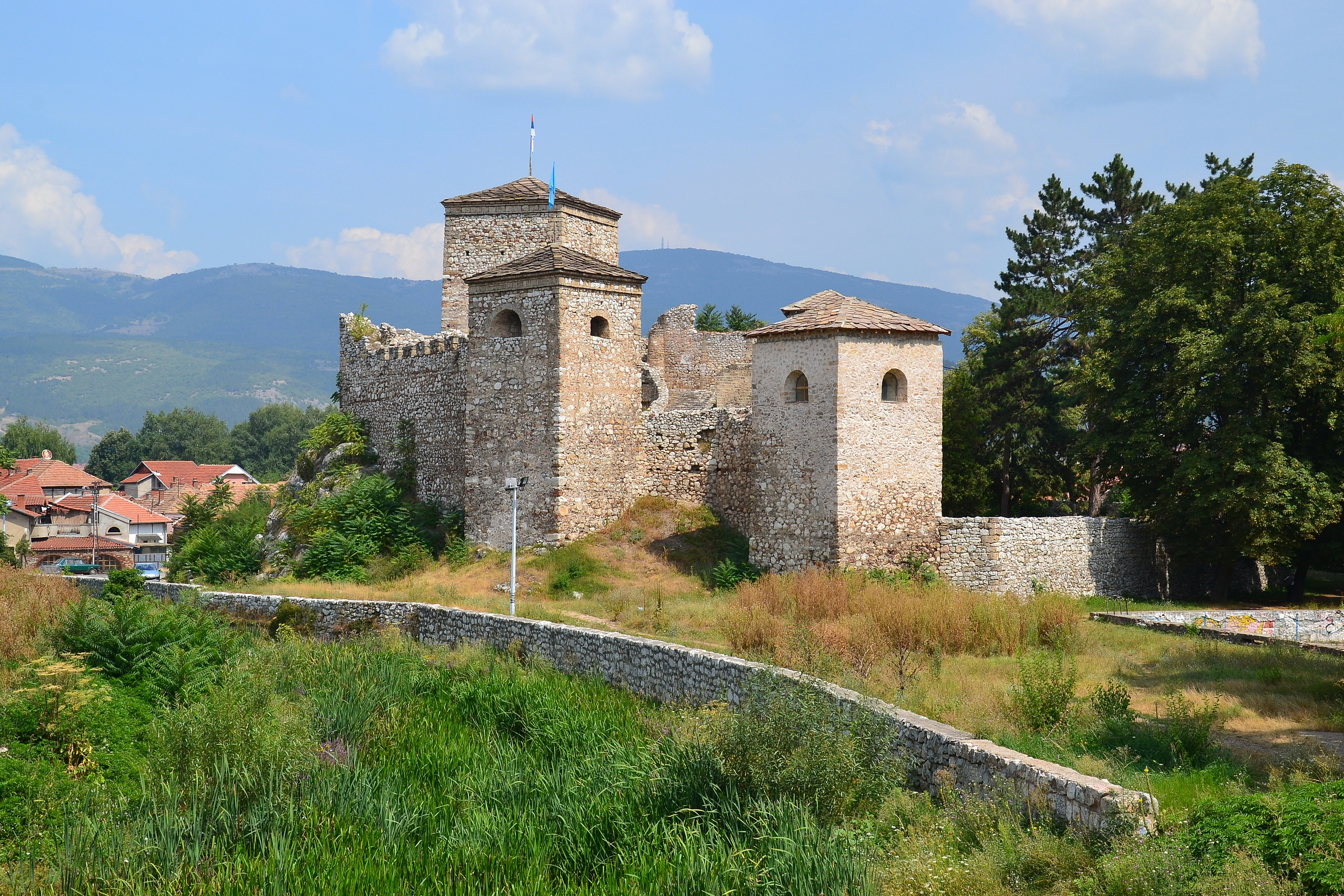
Die Errichtung der Burg Pirot in Südostserbien wird Momtschil zugeschrieben

Momtschil (auch Momčilo, bulgarisch Момчил, mittelgriechisch Μομ[ι]τζίλος oder Μομιτζίλας; * um 1305; † 7. Juli 1345 bei Anastasioupolis-Peritheorion) war ein bulgarischer Woiwode und Raubritter, der sich während des Byzantinischen Bürgerkriegs (1341–1347) als quasi-unabhängiger Herrscher in den Rhodopen etablierte.

## Leben
Momtschil entstammte einer bulgarischen Familie niederer Herkunft, die vermutlich im Gebiet zwischen Pirin und Rhodopen ansässig war. Mit einer Schar von Heiducken plünderte er die kaum kontrollierte bulgarisch-byzantinische Grenzregion in den Rhodopen. Vor 1341 musste Momtschil nach Byzanz fliehen, wo er vorübergehend als Stratiot in den Dienst Kaiser Andronikos’ III. Palaiologos trat. Weil er seine Plünderungszüge unbeirrt fortsetzte, war er schließlich gezwungen, den Dienst in der byzantinischen Armee zu quittieren. Er schloss sich dem serbischen König Stefan Uroš IV. Dušan an und baute in Pirot eine 2000 Mann starke Kompanie aus Bulgaren und Serben auf.
Nach dem Tod Andronikos’ III. 1341 entbrannte im Byzantinischen Reich ein Bürgerkrieg zwischen der Partei des noch unmündigen Thronfolgers Johannes V. und dem Feldherrn Johannes Kantakuzenos, der sich in Thrakien ebenfalls zum Kaiser ausrief. In diesem Kampf riefen beide Seiten fremde Herrscher zu Hilfe. Kantakuzenos verließ sich anfangs auf ein Bündnis mit Stefan Dušan, 1343 kam ihm auch sein alter Freund Umur Bey von Aydin zu Hilfe, was seine Position erheblich stärkte.
Auch Momtschil schwor Kantakuzenos Gefolgschaft. der ihm die Statthalterschaft über Merope übertrug, eine umstrittene, von slawischen Briganten heimgesuchte Region in Thrakien, die sich östlich des Nestos bis nach Komotini erstreckte. Momtschil zog eine multiethnische Truppe aus 300 Berittenen und 5000 Fußsoldaten zusammen, mit denen er Kantakuzenos bei dessen Feldzügen in der ersten Jahreshälfte 1344 unterstützte.

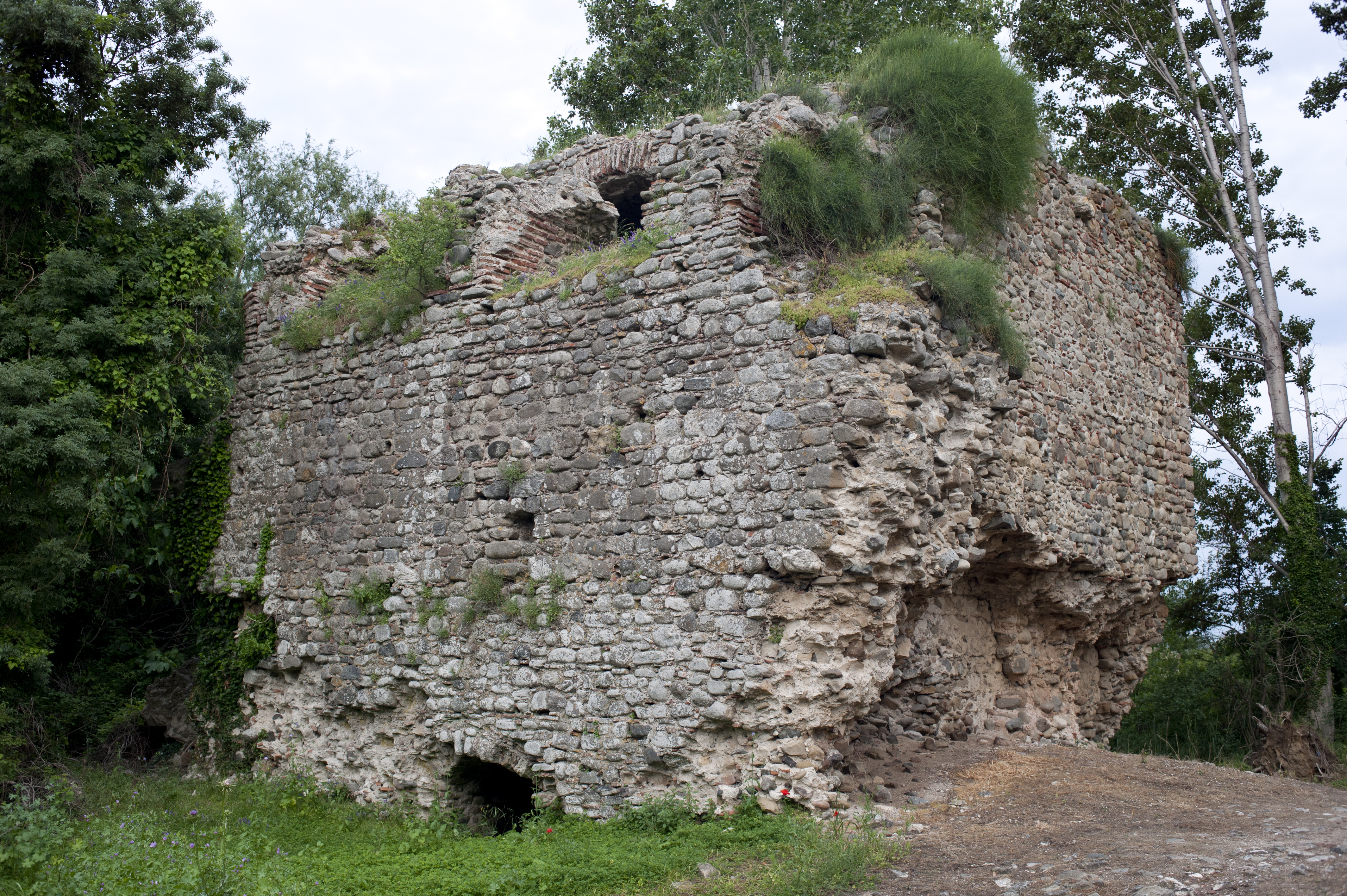
Befestigungsanlagen von Peritheorion (östlich von Xanthi), Schauplatz von Momtschils letztem Gefecht 1345

Als Umur Bey im Sommer 1344 gezwungen war, seine Truppen nach Anatolien zurückzuziehen, ließ Momtschil sich von Kantakuzenos’ Gegnern abwerben. Seinen Seitenwechsel honorierte Kaiserin Anna Palaiologina, die Mutter und Regentin Johannes’ V., mit der Erhebung zum Despoten, während Kantakuzenos dem Überläufer den (rangniedrigeren) Titel Sebastokrator offerierte. Momtschil begann die Gebiete, die immer noch Kantakuzenos ergeben waren, zu plündern und dessen wenige verbliebene türkische Truppen aufzureiben; auch gelang es ihm, einige türkische Schiffe bei Porto Lagos zu verbrennen. Bei einem bewaffneten Zusammentreffen nahe Komotini entkam Kantakuzenos nur mit knapper Not Momtschils Kavallerie.
Von seiner Position im Niemandsland zwischen Serbien, Bulgarien und Byzanz profitierend, brach Momtschil mit beiden Konfliktparteien des Bürgerkriegs und schwang sich im Spätsommer zum de facto unabhängigen Herrscher über die Rhodopen und die ägäische Küste auf. Mit seinen Truppen nahm er die Stadt Xanthi ein, die er zu seiner Residenz machte.
Im Frühjahr 1345 beorderte Umur seine Streitkräfte nach Europa zurück, um Johannes Kantakuzenos bei der Niederwerfung des Separatisten zu unterstützen. Die beiden Armeen trafen am 7. Juli vor Peritheorion (nahe Xanthi) in der Schlacht von Peritheorion aufeinander. Momtschil versuchte der viel größeren feindlichen Streitmacht auszuweichen und sich hinter die Mauern von Peritheorion zurückzuziehen, doch die Bürger der Stadt verschlossen ihm die Tore. Im folgenden Gefecht vernichteten die Türken die Truppen Momtschils, der auf dem Schlachtfeld fiel. Seine namentlich nicht bekannte Witwe durfte in ihre bulgarische Heimat zurückkehren. Nach dem Tod des Rebellen erlangten die Truppen des Kantakuzenos die Kontrolle über die Region Merope zurück.

## Rezeption
Momtschils bewegtes Leben und seine historisch verklärte Rolle als Verteidiger gegen die Türken sicherten ihm einen Platz in der örtlichen Folklore und Legendenbildung. Die südbulgarische Stadt Momtschilgrad ist nach ihm benannt. Gleiches gilt für den Momchil Peak, einen Berg auf Greenwich Island in der Antarktis.